# Вілем Душан Лямбль
Вілем Душан Лямбль (чеськ. Vilém Dušan Lambl, також часто Душан Ліямбль або Ламбл, під час проживання в Російській імперії відомий як Душан Федорович Лямбль; 5 грудня 1824, Лєтини, Богемське королівство, Австро-Угорська імперія — 12 лютого 1895, Варшава, Російська імперія) — лікар, патолог, патологоанатом, етнограф, письменник чеського походження, найбільш відомий відкриттям збудника лямбліозу, названого на його честь.

## Біографічні відомості

### Празький період
Син Франтішека Лямбла, який був управителем майна графа Бедржиха Карла Йозефа Шенборна. У Вілема було десять братів і сестер. Був католицького віросповідання. Навчався у гімназії в Пльзені. Його двоє братів Йоганн і Карл стали лікарями. Тому він вибрав лікарську професію і в 1849 році закінчив медичний факультет Празького університету, де патологічну анатомію вивчав у професора Яна Длаугі, колишнього асистента Карла фон Рокітанські. Замолоду почав письменницьку діяльність нехудожнього напрямку, перші його роботи були присвячені різним галузям природничої науки, географії, етнографії тощо. Він публікував як власні, так і спостереження інших учених у вигляді рефератів переважно в чеському часопису «Časopis česk. Mus.». Власні його твори стосуються переважно етнографії слов'янських земель, їхніх мешканців та природних багатств. Вони написані на основі особистих спостережень та досліджень, проведених під час подорожей по цих землях. У цей же час він брав участь у роботі молодіжної чеської організації «Празький національний комітет» при парламенті Хорватії.
Надалі Лямбль став асистентом професора Вацлава Трейтца, відомого своїм дослідженням зв'язок і кишечника. Перша наукова робота Лямбля з патологічної анатомії «Ein neues querverengtes Becken» («Новий перехресний вузький басейн») була опублікована Лямблем в 1853 році. З цього часу, не залишаючи занять з природознавства та етнографії, він написав цілий ряд дуже цінних статей з нормальної і патологічної анатомії, серед яких має місце опис відкритих ним кругових волокон циліарного м'яза ока. Володіючи досконало німецькою, чеською, хорватською, французькою, італійською, англійською та російською мовами, Лямбль мріяв про подорож, під час якої можна було б зібрати в одне ціле рідкісні матеріали з патологічної анатомії, які розкидані по різних європейських музеях. Таку мандрівку по Європі він здійснив у 1856 році. Об'їхавши Німеччину, Голландію, Бельгію, Англію, Францію, Італію та Австрію, і ретельно займаючись дослідженнями у госпіталях і музеях 26 міст, Лямбль видав зрештою свою книгу «Reisebericht» («Доповідь про подорожі»), в яку вписав масу надзвичайно важливих і цікавих патологоанатомічних спостережень.
З 1856 по 1860 рік він обіймав посаду приват-доцента кафедри патологічної анатомії Празького університету. Тут він організував приватні курси нормальної і патологічної гістології, які привертали увагу великої кількості лікарів, які приїздили до Праги. Незабаром він створив свою власну школу, учням якої присвячував весь свій час з особливою енергією, любов'ю і повагою. Також цього часу він працював у дитячій лікарні Йозефа Вільгельма фон Лешнера в Празі, з яким він написав у 1860 році фундаментальну роботу «Beobachtungen und Studien aus dem Gebiete der pathologischen Anatomie und Histologie» (Спостереження і дослідження в області патологічної анатомії і гістології). Після розгрому революції (1848—1849) в Австро-Угорській імперії сформувалась поліцейська держава. Країна була інфільтрована секретною поліцією, а в'язниці були повні політичних в'язнів. Лямбль і два його брати були під наглядом поліцейських через їхню колишню діяльність в «Празькому національному комітеті», а коли Лямбль подав заяву на посаду повного професора, йому було сказано, що він не може стати професором у будь-якому місті в межах Австро-Угорської імперії.

### Харківський період
6 вересня 1860 року Лямбля було призначено на посаду екстраординарного професора по кафедрі фізіологічної анатомії в Харківському імператорському університеті. Повідомлення про своє призначення він одержав перебуваючи в Празі, тому з'явився на службу аж 12 січня 1861 року. Харківський вчений І. П. Скворцов стверджував, що період роботи Д. Лямбля в Харківському університеті був часом розквіту діяльності його кафедр нормальної і патологічної анатомії. Викладання нормальної анатомії значно видозмінилося і було поставлено на ту височину, якої воно не досягло у багатьох інших університетах. Лямбль прийняв російське підданство, читав лекції російською мовою. Коли у 1867 році було засновано кафедру патологічної анатомії він перейшов туди.

У Харкові Лямбль познайомився і потоваришував з юристом А. Ф. Коні, який тільки починав тоді свою професійну діяльність і був помічником прокурора Харківського окружного суду. Він залишив спогади про Лямбля. Коні написав: 
|  | ... Учень знаменитого Гіртля, рухливий, енергійний, з прекрасними, повними життя, розумними карими очима на сухорлявий особі під навислим хохлом сивіючого волосся, Лямбль справляв враження видатної людини і був таким насправді. Господар у своїй частині, він не був вузьким фахівцем, а відгукувався на всілякі духовні запити людської природи. Любитель і знавець європейської літератури, тонкий поціновувач мистецтва, він міг з повним правом сказати про себе «nihil humanum me alienum puto» (ніщо людське мені не чуже). Він, наприклад, ретельно вивчав і досконало знав (творчість) Данте, а своїми поясненнями і зауваженнями вселяв мені любов та інтерес до художньої діяльності Гогарта. |

Лямбль велику увагу приділяв розтинам (аутопсіям). Він виконував їх уважно, швидко, але послідовно. Відразу відмічав найменші патологічні зміни в органах і тканинах. Розтини мали велике навчально-пізнавальне та методичне значення на студентів і лікарів, які завжди наповнювали секційний зал. Сам Лямбль говорив: «Якщо невдачі медичної практики змушують хворих мовчати, то патологічна анатомія відрізняється тим, що змушує мертвих говорити». Патологічну анатомію Лямбль розумів як основу об'єктивних методів дослідження в медицині.
Він виконав багато робіт, присвячених нормальній і патологічній анатомії, гістології, паразитології та терапії. Займався вивченням запалення, пухлин яєчників, гнійного запалення очеревини, вродженої патології кісткової системи. Найвідомішим його твором є монографія «Мікроскопічні дослідження кишкових випорожнень», де описано знайдене Лямблем у діарейних випорожненнях при кривавому проносі у дітей паразитичне найпростіше — «однокоміркова налівчата тварина» (до 1859 року нікому невідома), і названа ним Cercomonas intestinalis, тому що він відніс її до роду Cercomonas; згодом у Франції Рафаель Бланшар перейменував на Lamblia intestinalis, тому що виділив окремий рід Lamblia, а захворювання, які спричинюють «лямблії», — лямбліоз. Через певний час Чарльз Ворделл Стайлз перейменував на Giardia lamblia, назву, яку використовують наразі. За монографію «Самовивіх хребта» в 1893 році Лямбль був нагороджений премією імені П. А. Загорського. Він брав активну участь у роботі Харківського медичного товариства, дійсним членом якого перебував з 1861 року. Авторитет його був настільки високий, що його обрано в 1867—1868 роках президентом товариства.
Упродовж 1861—1865 років Лямбль випустив «Патологічну анатомію» у вигляді записок, гравірованих на камені. Він писав: «Гравірування на камені тексту з малюнками надає перевагу друкуванню на папері тому, що можна помістити в тексті більшу кількість оригінальних малюнків, не витрачаючи даремно часу і витрат, необхідних ксилографією». Це є першим підручником з патологічної анатомії в Україні, а також у Російської імперії. Перший і другий випуски записок присвячені патології кісток і суглобів, третій — пухлин, четвертий — захворювань шкіри.
У 1863 році мандрував по Кавказу з метою вивчення місцевих мінеральних джерел. У Харкові він одружився з Євгенією Едельберг, з якою мав двох дочок — Ольгу та Наташу, яка померла молодою,

### Варшавський період
У 1871 році йому Харківським університетом був присуджений ступінь доктора медицини «honoris causa». Того ж року Лямбля призначено ординарним професором факультетської терапевтичної клініки Варшавського університету. Його певною мірою не влаштовувало багато чого у навчальному процесі в Харкові, але у Варшаві було ще більше проблем, які поглиблювалися ще й спротивом поляків проти панування в їхній країні Російської імперії. Зокрема він писав у вересні 1880 року А. Ф. Коні: 
|  | У наших сферах все те ж водовирування. Піклувальник втрачає самовладання тому, що студенти ходять у студентських шапках без студентських мандрів, а ректор страждає безсонням тому, що піклувальник приймає студентські шапки до серця. Тим часом, як питання про шапки турбує уми, збуджує кров і гризе печінку, інші справи собі гуляють, наприклад, одна клініка залишається без викладача, а інший викладач залишається без клініки. Ви знаєте, Анатолій Федорович, як іноді буває соромно за людину, але повірте, що ще соромніше іноді бути професором університету в Росії. |

Помер у Варшаві 13 лютого 1895 року від нападу бронхіальної астми. Поховання відбулося на Повонзковському цвинтарі 16 лютого, у ньому взяло участь багато людей. Лямбль заповів 10 тисяч злотих (20 тисяч австро-угорських гульденів) для Фонду підтримки чеських студентів на медичному факультеті Празького університету та тамтешнього технічного університету.
Окрім виявлення лямблій ще відкрив «ворсинки Лямбля» — симптом пізньої стадії абактеріальної форми ендокардиту, що він описав у статті «Papillare Exkreszenzen an der Semilunar-klappe der Aorta» у 1856 році. Не втратила актуальність його робота «Nachweis von Blasenkrebs durch Zellen im Urin» (Виявлення раку сечового міхура через клітини в сечі). Загалом написав більше 100 робот по різних галузях науки.